# Francisco Piquer Rodilla

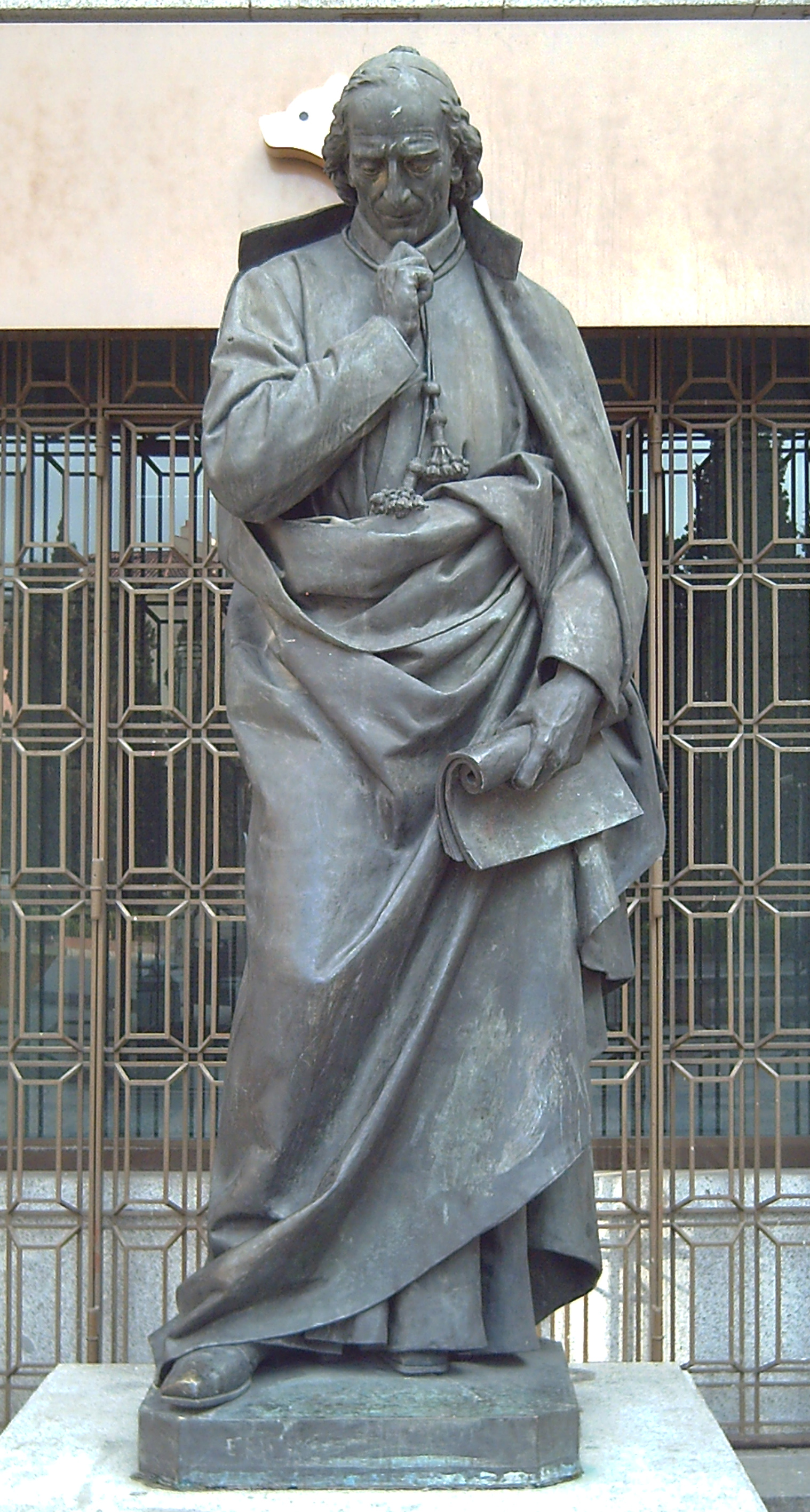
Estatua del Padre Piquer en la Plaza de las Descalzas de Madrid (J. Alcoverro, 1889).

Francisco Piquer y Rudilla (Valbona, Teruel, 1666 — Madrid, 13 de septiembre de 1739) fue un sacerdote y músico español, fundador del primer monte de piedad existente en España.

## Biografía
Hijo de José Piquer y de Úrsula Rudilla, era el menor de cuatro hermanos, Pedro José, Miguel y Juana. Su padre falleció un año después del nacimiento. Este hecho quizá trajo dificultades económicas a la familia y orientó la carrera del hijo menor, algo muy frecuente por entonces. Después de los estudios preliminares, ingresó en el Seminario de Teruel. Su madre falleció en 1693, un año antes de que obtuviera la plaza de capellán cantor en la capilla del Monasterio de las Descalzas Reales de Madrid.
El 16 de febrero de 1694, el rey Carlos II firmó la provisión que le otorgaba el cargo de capellán cantor contralto en el convento de las Señoras Reales Franciscas Descalzas. Una vez en Madrid se instaló en uno de los cuartos del Hospital de la Misericordia. Durante ese período ejerció su oficio de músico y estableció relaciones que le ayudarían en su obra posterior. Muy probablemente su presencia en un convento de la Orden Franciscana le diera a conocer la actividad contra la usura desarrollada por los montes de piedad de la orden en Italia. Fue admitido en la Real Congregación de Nuestra Señora del Milagro, hermandad de capellanes y ministros de la fundación, en la que en 1697 ya desempeñaba funciones. Al poco acogió a sus sobrinos Miguel y Pedro, que desempeñarían importantes papeles en el Monte.

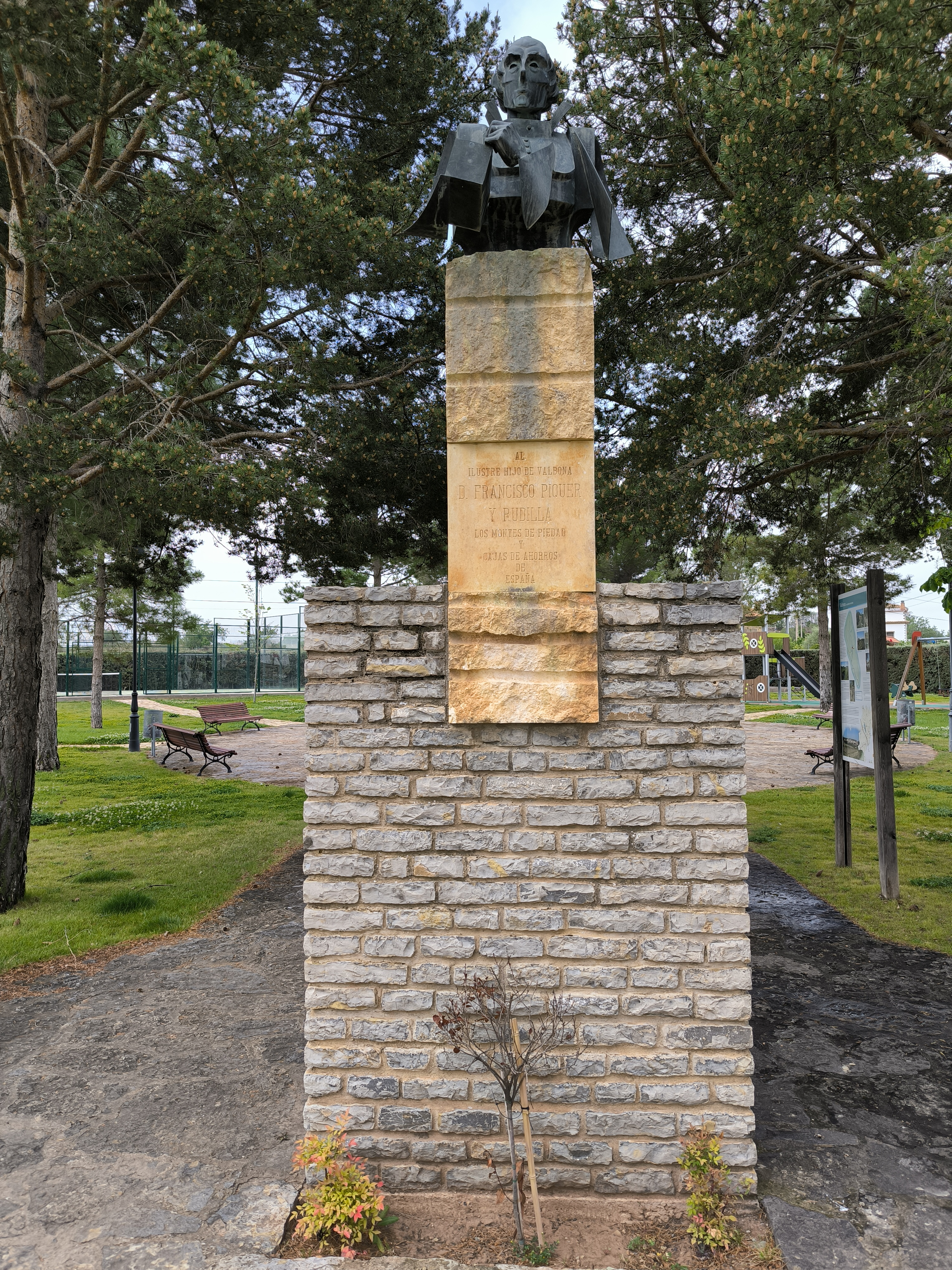
Monumento al Padre Piquer en Valbona

Fundó el 3 de diciembre de 1702 un proyecto llamado Nuestra Señora del Santo Monte de Piedad de las Ánimas en el Hospital de la Misericordia, mediante el depósito del real de plata que sería el capital inicial del Monte. Dicho Monte fue el germen del resto de montes de piedad existentes en España y de Caja Madrid, que fue uno de los mayores grupos financieros españoles antes de la reestructuración del sistema financiero en España, su integración en Bankia y su nacionalización.
Entre 1702 y 1706 sufrió dos enfermedades importantes: una erisipela que casi le causa la gangrena de una pierna, y una ronquera que le duró casi seis meses. El 30 de abril de 1715 fue nombrado contralto de la Real Capilla. El cargo llevaba aparejado un sueldo de 500 ducados que le ayudaban a mantener los gastos ocasionados por el Monte. El 28 de julio de 1738 se le concedió seguir disfrutando de su jubilación.
Falleció en Madrid el 13 de septiembre de 1739, siendo enterrado en el claustro de las Descalzas bajo la imagen de Nuestra Señora del Pilar, aunque había solicitado antes permiso para ser enterrado en la capilla de Nuestra Señora del Monte de Piedad.
En la plaza de las Descalzas de Madrid, frente al monasterio de las Descalzas Reales del que fuera capellán, hay una estatua, realizada en 1889 por José Alcoverro, en recuerdo de su obra. Una calle situada en el barrio madrileño de Aluche lleva su nombre: la avenida del Padre Piquer.
El centro de formación Padre Piquer en Madrid recibe su nombre en homenaje a la figura de Francisco Piquer Rodilla. 